# Angara (rivier)
De rivier de Angara (Russisch: Ангара, Boerjatisch: Ангар мүрэн; Angar Muren, Evenks: Аӈара; Anjara) is een bijna 1800 kilometer lange rivier, die ontspringt in het Baikalmeer en uitmondt in de Jenisej bij Strelka. De rivier is niet over de volledige lengte bevaarbaar.
De bovenloop tot aan de samenvloeiing met de Ilim werd bij de ontdekking door kozakken uit Jenisejsk Boven-Toengoeska (Верхняя Тунгуска; Verchnjaja Toengoeska) genoemd ter onderscheid met de Beneden-Toengoeska. De Russische ontdekkingsreiziger Demid Pjanda ontdekte echter dat de Angara en de Boven-Toengoeska een en dezelfde rivier zijn. De naam Boven-Toengoeska bleef echter tot ver daarna in gebruik.

## Stromingen
In de 20 meest stroomopwaartse kilometers van de rivier bevriest het water nooit. Dit komt niet alleen door de stroming, maar vooral omdat het water dat in de rivier stroomt door de circulatie in het meer van grote diepte komt en dus een gemiddelde jaartemperatuur heeft van 3 graden Celsius.

## Waterkracht
Sinds 1950 zijn in de rivier vier dammen gebouwd voor het opwekken van elektriciteit. Bij Irkoetsk ligt een stuwmeer en de waterkrachtcentrale Boguchany is het laatste opgeleverd. In 2012 startte de stroomproductie en een deel hiervan is bestemd voor een grote smelter van het Russische aluminiumbedrijf RUSAL.
- Gemeinsame Normdatei: 4313825-1
- Nationale Bibliotheek van Tsjechië: ge117638
- Virtual International Authority File: 235182195